# 유쿠
요쿠(중국어 간체자: 优酷, 정체자: 優酷, 병음: yōukù, 영어: Youku)는 중국의 비디오 공유 사이트이다. 요쿠는 뛰어날 우(優) 자와 독할 혹(酷, 현대 중국어에서는 "쿨하다"는 뜻으로 쓰인다.) 자를 조합하여 붙여졌다.

## 역사
요쿠는 소후(SoHu, 搜狐)의 회장이었던 구용창(古永鏘, Victor Koo)이 개발하였다. 2006년 6월에 베타 서비스를 개시하였으며, 2006년 12월에 공식 서비스를 개시하였다. 요쿠는 2007년 11월, 2500만 미국 달러의 펀딩을 받았다. 아이리서치는 중국의 비디오 공유 사이트 중 요쿠를 가장 기업경쟁력이 있는 사이트 1위로 꼽았다. 요쿠는 2008년 3월, 중국 마이스페이스와 합작 관계를 시작하였다.

## 특징
요쿠는 중국 비디오 공유 부문에서 1위 사이트이다. (China Internet Society, iResearch 그리고 Baidu User Index 근거함.) Compete.com 조사에 의하면 2008년 한 해만 계산해서 대략 650만 명의 사용자들이 youku.com 도메인을 방문한 것으로 알려졌다.
요쿠는 여러 중국 TV 방송사, TV 프로덕션 회사들과 합작관계에 있으며, 그들의 미디어 콘텐츠를 서비스하고 있다. 또한 많은 사용자 제작 동영상도 보유하고 있다.

## 경쟁 사이트
- 투더우왕
- 유튜브
- 빌리빌리

## 같이 보기
- 56.com
- 텐센트 비디오
- Tudou